# Holyhead Mountain
Holyhead Mountain är ett berg i Storbritannien.   Det ligger i riksdelen Wales, i den sydvästra delen av landet, 400 km nordväst om huvudstaden London. Toppen på Holyhead Mountain är 220 meter över havet.
Terrängen runt Holyhead Mountain är platt. Havet är nära Holyhead Mountain åt nordväst. Holyhead Mountain är den högsta punkten i trakten. Närmaste större samhälle är Holyhead, 3,6 km öster om Holyhead Mountain. 